# Lo Caragol
Lo Caragol és un paratge del terme municipal de Tremp, a l'antic terme ribagorçà d'Espluga de Serra, al Pallars Jussà.
Està situat al nord-est del poble d'Espluga de Serra, en un dels contraforts de ponent de la Serra de l'Estall. És a la capçalera del barranc de Miralles. És al sud-est del Clot de la Bruixa, a llevant de los Artics i al nord-est de Comalofar i de la Fontfreda.